# Vasili Berezoetski
Vasili Vladimirovitsj Berezoetski (Russisch: Василий Владимирович Березуцкий) (Moskou, 20 juni 1982) is een Russisch voormalig voetballer die doorgaans als verdediger speelde.
Berezoetski begon zijn loopbaan als verdediger in 2000 bij FC Moskou. Na één seizoen ging hij naar CSKA Moskou, waarmee hij vier landstitels, zes bekers, zes supercups en de UEFA Cup won.
Berezoetski was van 2003 tot en met 2017 international van het Russisch voetbalelftal, waarmee hij derde werd op het Europees kampioenschap voetbal 2008. Hij nam deel aan het Europees kampioenschap voetbal 2016 in Frankrijk. Daar werd de selectie onder leiding van bondscoach Leonid Sloetski in de groepsfase uitgeschakeld na een gelijkspel tegen Engeland (1–1) en nederlagen tegen Slowakije (1–2) en Wales (0–3). Hij maakte in de openingswedstrijd tegen Engeland in blessuretijd de gelijkmaker. In 2018 beëindigde Berezoetski zijn voetbalcarrière. Na zijn actieve loopbaan kreeg Berezoetski een officiële FIFA-licentie als trainer. Vervolgens ging hij stagelopen bij de technische staf van Vitesse. Na zijn stage bleef hij bij Vitesse betrokken als assistent-trainer van het eerste elftal.
Zijn tweelingbroer is voetballer Aleksej Berezoetski.

## Erelijst
CSKA Moskou
- UEFA Cup

2005
- Russisch landskampioen

2003, 2005, 2006, 2013, 2014, 2016
- Beker van Rusland

2002, 2005, 2006, 2008, 2011, 2013
- Russische Superbeker

2004, 2006, 2007, 2009, 2013, 2014